# Thổ dân Đài Loan

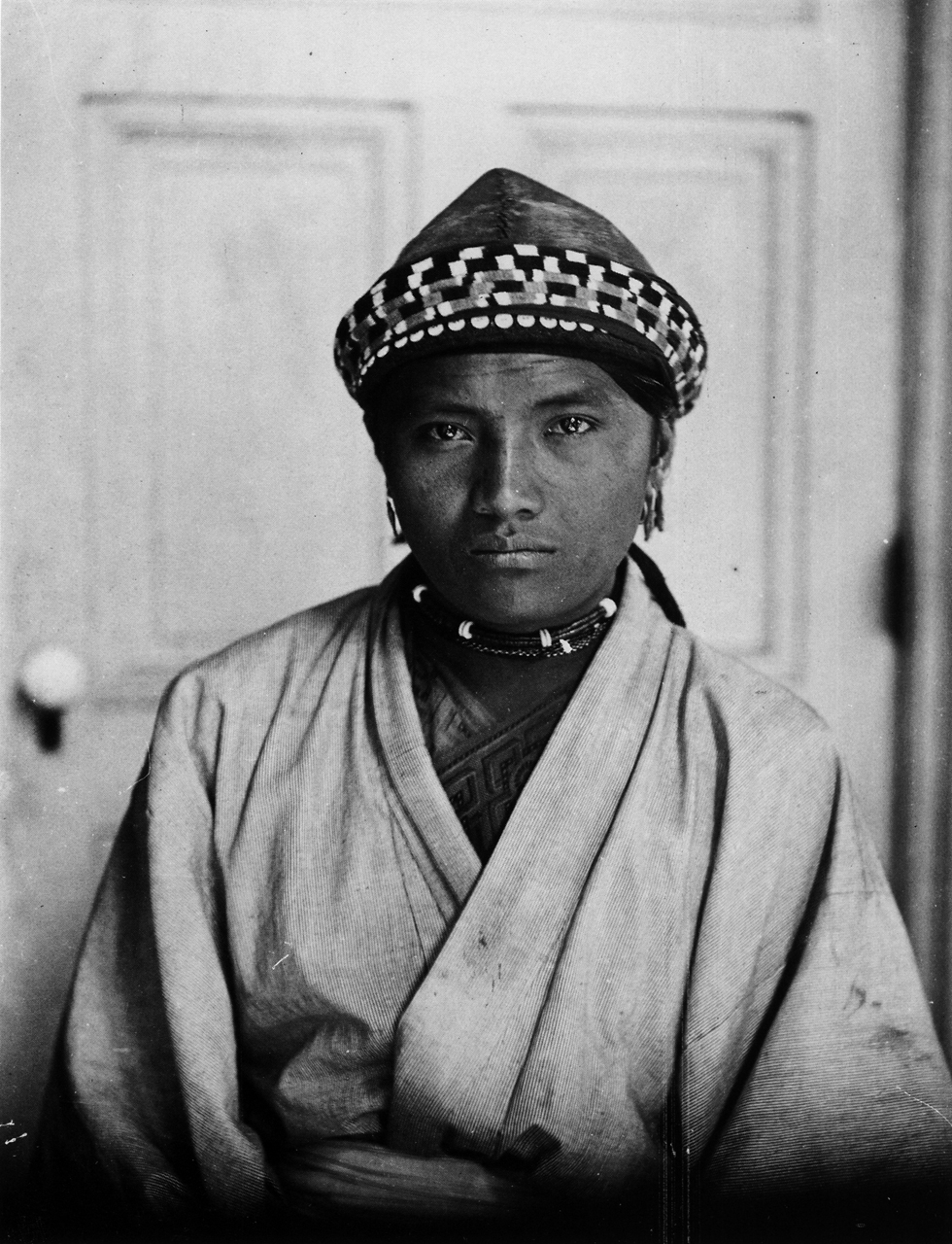
Thổ dân Đài Loan

Thổ dân Đài Loan hay Dân tộc thiểu số Đài Loan (tiếng Trung: 原住民; Hán-Việt: Nguyên trú dân; bính âm: yuánzhùmín; Wade–Giles: yüan2-chu4-min2; Bạch thoại tự: gôan-chū-bîn) hoặc người Cao Sơn là thuật ngữ mà thường dùng để chỉ những người bản địa của Đài Loan. Mặc dù người bản địa Đài Loan có những thần thoại khác nhau về nguồn gốc của mình, nhưng các thông tin mới đây đã đưa ra kết luận đa phần nguồn gốc của họ có thể đã sống tại hòn đảo xấp xỉ 8.000 năm trước khi những nhóm người Hán bắt đầu nhập cư đến khoảng thời Nhà Nam Minh vào thế kỷ thứ 17. Thổ dân Đài Loan (Native Taiwanese/Formosan) thuộc nhóm người Nam Đảo, với các đặc tính ngôn ngữ học và gien liên hệ với các dân tộc Nam Đảo khác, như những dân tộc tại Philippines, Malaysia, Indonesia, Madagascar, Polynesia và châu Đại Dương; họ cùng nói ngôn ngữ là Ngữ hệ Nam Đảo (Austronesian). Vấn đề các dân tộc Đài Loan này không có liên hệ di truyền với những dân tộc ở lục địa châu Á (Hoa lục) đã thành một vấn đề đối với vị thế chính trị Đài Loan tại Trung Hoa Dân Quốc.
Trong hàng trăm năm, những người dân tộc thiểu số Đài Loan đã trải qua những sự cạnh tranh về kinh tế và xung đột quân sự với những người muốn thuộc địa hóa hòn đảo. Các chính sách của Chính phủ trung ương nhằm thúc đẩy đồng hóa về ngôn ngữ và văn hóa, cũng như việc tiếp tục tiếp xúc với những người thực dân thông qua thương mại, kết hôn và các quá trình xuyên văn hóa khác, đã dẫn tới kết quả là nhiều ngôn ngữ đã rơi vào tuyệt chủng và mất đi các đặc tính văn hóa cổ truyền. Ví dụ, trong xấp xỉ 26 ngôn ngữ được biết đến của thổ dân Đài Loan (được xếp vào Nhóm ngôn ngữ Formosa), có ít nhất mười ngôn ngữ của Austronesia đã tuyệt chủng, 5 ngôn ngữ có nguy cơ cao (Zeitoun & Yu 2005:167) và một vài ngôn ngữ đang gặp nguy hiểm. Các ngôn ngữ này có ý nghĩa độc nhất về mặt văn hóa-lịch sử-xã hội trong khi hầu hết các nhà ngôn ngữ học coi Đài Loan là nơi xuất phát của Ngữ hệ Nam Đảo. Chính phủ Đài Loan đang cố bảo vệ quyền lợi và duy trì bảo tồn cũng như phát huy người thổ dân, bao gồm các quyền bình đẳng và quyền lợi ở kinh tế-chính trị-xã hội.
Những người dân tộc nói thứ tiếng Nam Đảo tại Đài Loan trước đây phân bổ chủ yếu trong các khu vực dãy núi hiểm trở ở trung tâm hòn đảo và tập trung trong các ngôi làng dọc theo các đồng bằng phù sa. Năm 2009, tổng dân số của họ là khoảng 499.500 (xấp xỉ 2% tổng dân số Đài Loan). Phần lớn dân tộc thiểu số Đài Loan hiện sống tại các vùng đồi núi và các thành phố.
Những người bản địa Đài Loan phải đối mặt với các rào cản về kinh tế và xã hội, bao gồm một tỷ lệ thất nghiệp cao và trình độ giáo dục thấp. Nhiều nhóm dân tộc tích cực tìm kiếm mức độ tự quyết định cao hơn về chính trị và phát triển kinh tế từ đầu thập kỷ 1980.(Hsu 1991:95–9) Một sự hồi sinh của niềm tự hào dân tộc được những người dân tộc thiểu số Đài Loan thể hiện bằng nhiều cách, bao gồm kết hợp các yếu tố của nền văn hóa của họ vào nhạc pop. Các nỗ lực đang được tiến hành lớn trong các cộng đồng bản địa để phục hồi và chấn hưng các truyền thống văn hóa và bảo tồn ngôn ngữ truyền thống của họ. Một số nhóm dân tộc đang phát triển các ngành công nghiệp liên quan đến du lịch và du lịch sinh thái để tăng tính tự chủ về kinh tế và thậm chí có thêm quyền lực về chính trị cùng đời sống.

## Phân loại

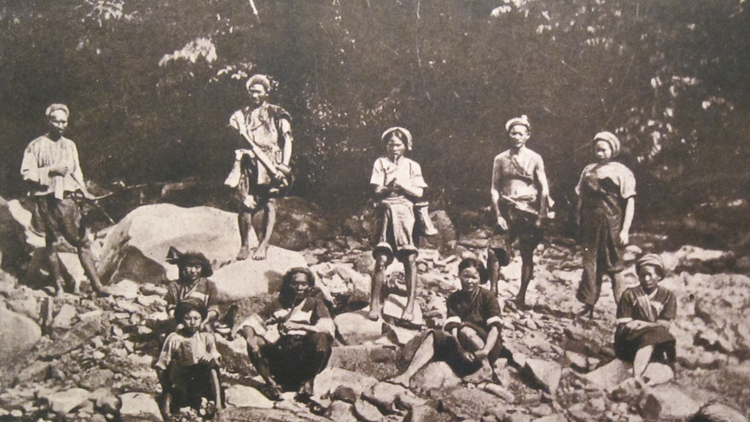
thổ dân Đài Loan

Ở mức độ cụ thể hơn, dân tộc thiểu số Đài Loan bao gồm các sắc tộc sau:
- Amis (Ami, Pangcah) (阿美, A Mỹ)

Bản đồ các bộ tộc cao nguyên theo phân bổ địa lý truyền thống. Các tên được viết khác là: Pazih (Pazeh); Taroko (Truku, Seediq); Yami (Tao)

- Atayal (Tayal, Tayan) (泰雅, Thái Nhã)
  - Atayal (chính)
- Bunun (布農, Bố Nông)
- Kavalan (噶瑪蘭, Cát Mã Lan)
- Paiwan (排灣, Bài Loan)
- Puyuma (卑南, Ty Nam)
- Rukai (魯凱, Lỗ Khải)
- Saisiyat (Saisiat) (賽夏, Tái Hạ)
- Thao (邵, Thiệu)
- Tsou (Cou) (鄒, Trâu)
  - Bắc Tsou
  - Nam Tsou
- Truku (Taroko) (太魯閣, Thái Lỗ Các)
  - Sediq (賽德克, Tái Đức Khắc)
- Tao (Yami) (達悟/雅美, Đạt Ngộ/Nha Mỹ)

Và một số dân tộc khác là:
- Babuza (貓霧捒, Miêu Vụ)
- Basay (巴賽, Ba Tái)
- Hoanya (洪雅, Hồng Nhã hoặc 洪安雅, Hồng An Nhã)
- Ketagalan (凱達格蘭, Khải Đạt Cách Lan)
- Luilang (雷朗, Lôi Lãng)
- Pazeh /Kaxabu (Pazih) (巴宰, Ba Tể hay 巴則海, Ba Tắc Hải)
- Popora (巴布拉, Ba Bố Lạp)
- Qauqaut (猴猴, Hầu Hầu)
- Siraya (西拉雅, Tây Lạp Nhã)
- Taokas (道卡斯, Đạo Ca Tư)
- Trobiawan 多囉美, Đa La Mỹ hoặc 多囉美遠, Đa La Mỹ Viễn)